# 拜占庭科學
拜占庭科學在向伊斯蘭復興和義大利文藝復興傳播古典时代知識方面扮演了重要的角色，同樣地，其也在傳播伊斯蘭科學至文藝復興時期的意大利時擔任重要的樞紐。拜占庭帝国豐富的歷史傳統保留下大量的古代知識，並在此基礎上推動多項技術的革新與進步，進一步發展出輝煌燦爛的艺术、建筑、文學等傲人成就。

## 古典文化和基督教會研究
由於拜占庭科學在本質上仍屬古典科學的範疇，因此拜占庭科學在每各個時期都與古代異教哲學和形上學緊密相連，縱使部分人士反對異教學說，但為數眾多傑出的古典學者們仍在正教會中擔任高階職務。拜占庭帝国從未停止對古代著作的研究，雅典的柏拉图学院早在公元4、5世紀時起就已開始推動對古典學的研究，設於亞歷山卓的哲學學院同樣也是生機勃勃，此外君士坦丁堡大學的教學內容全然與世俗學科相關，摒除了哈爾基神學院所教授的神學科目。而使是後者也提供古代典籍的相關指導，並且在其課程中傳授包括文學、哲學與科學在內等知識。由於修道院學校將重心專注於聖經、神學與禮拜儀式，因此修道院內設立的撰經閣，把絕大部分的工作時間和精力都花費在抄寫教會的手稿上，而古代的異教文獻則由像是佛提乌、凱撒利亞的阿雷塔斯、帖撒羅尼迦的歐斯塔修斯與贝萨里翁等世俗人士或神職人員進行相關的抄寫、總結、摘錄和註釋。

## 數學
拜占庭的科學家們保留且延續了古希臘數學家的偉大遺產，並將其運用於實務上。在早期的拜占庭（公元5世紀至7世紀），建築師及數學家米利都的伊西多爾和特拉勒斯的安提莫斯兩人使用複雜的數學公式進行計算，建造出壯麗的聖索菲亞大教堂，由於大教堂非比尋常的幾何形狀，大膽的設計與高度，在那個年代可說是技術上的突破。而在拜占庭中期（公元8世紀到12世紀），諸如米海爾·普塞洛斯等數學家們，將數學視為一種詮釋世界的方式。

## 醫學

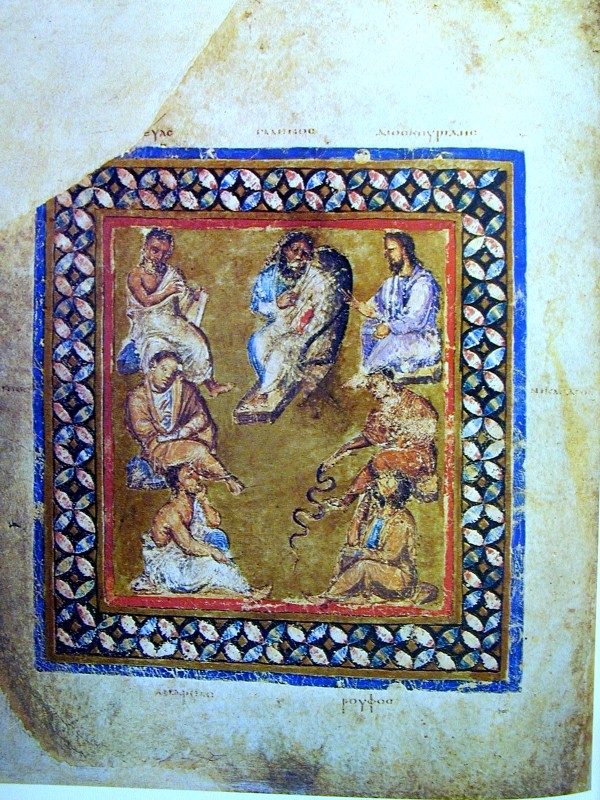
維也納·迪奧斯科里德斯手抄本捲首描繪的七位著名医生。畫中端坐在一張折疊椅上，最為突出者是古羅馬的醫學家盖伦。

拜占庭人對自盖伦以來前代希臘－羅馬時期重要的科學分支醫學加以改良。最終，拜占庭的醫學理論，對伊斯蘭世界的醫學和文艺复兴時期的醫學皆產生了深遠的影響。
在拜占庭帝國，由於受到基督教慈善理念的影響，醫院的概念轉換為提供醫療服務以及讓病人有治癒可能性的機構，而非單純僅是一處讓人等待死亡的場所。
世界上第一個已知分離連體雙胞胎的手術案例發生在公元10世紀的拜占庭帝國。一對來自亞美尼亞的連體雙胞胎最終來到君士坦丁堡尋求幫助。許多年後，雙胞胎的其中一人去世，而君士坦丁堡的外科醫生決定把死者的屍體分離出來。手術結果取得一定程度上的成功，倖存的那位雙胞胎在死前仍存活三天的時間。第二人在與屍體分離後竟然還活了數日的事實，足以令人印象深刻，以至於一個半世紀後仍有歷史學家再次提起這場手術。而在此次手術過後，分離連體雙胞胎的手術案例大約於700年後的公元1689年，才再度於德國被首次記錄下來。

## 物理學
約翰·斐羅龐努士，也被稱為語法學家約翰，是一名亞歷山大學派的語言學家、亞里斯多德主義的評論家和基督教神學家，且為多部哲學論述以及神學論著的作者。他是歷史上第一位批判亞里斯多德並抨擊其自由落體理論的學者。他對亞里士多德物理學的批評鼓舞了數世紀後的伽利略·伽利莱，伽利略在他的著作中大量引用斐羅龐努士的論述，追隨其駁斥亞里士多德的物理學。
冲力说亦起源於拜占庭帝國。
舟磨機由拜占庭人發明，其目的是利用水力來磨碎穀物，這項技術最終傳播到歐洲的其他地區，並一直被使用到公元1800年左右。

## 燃燒武器

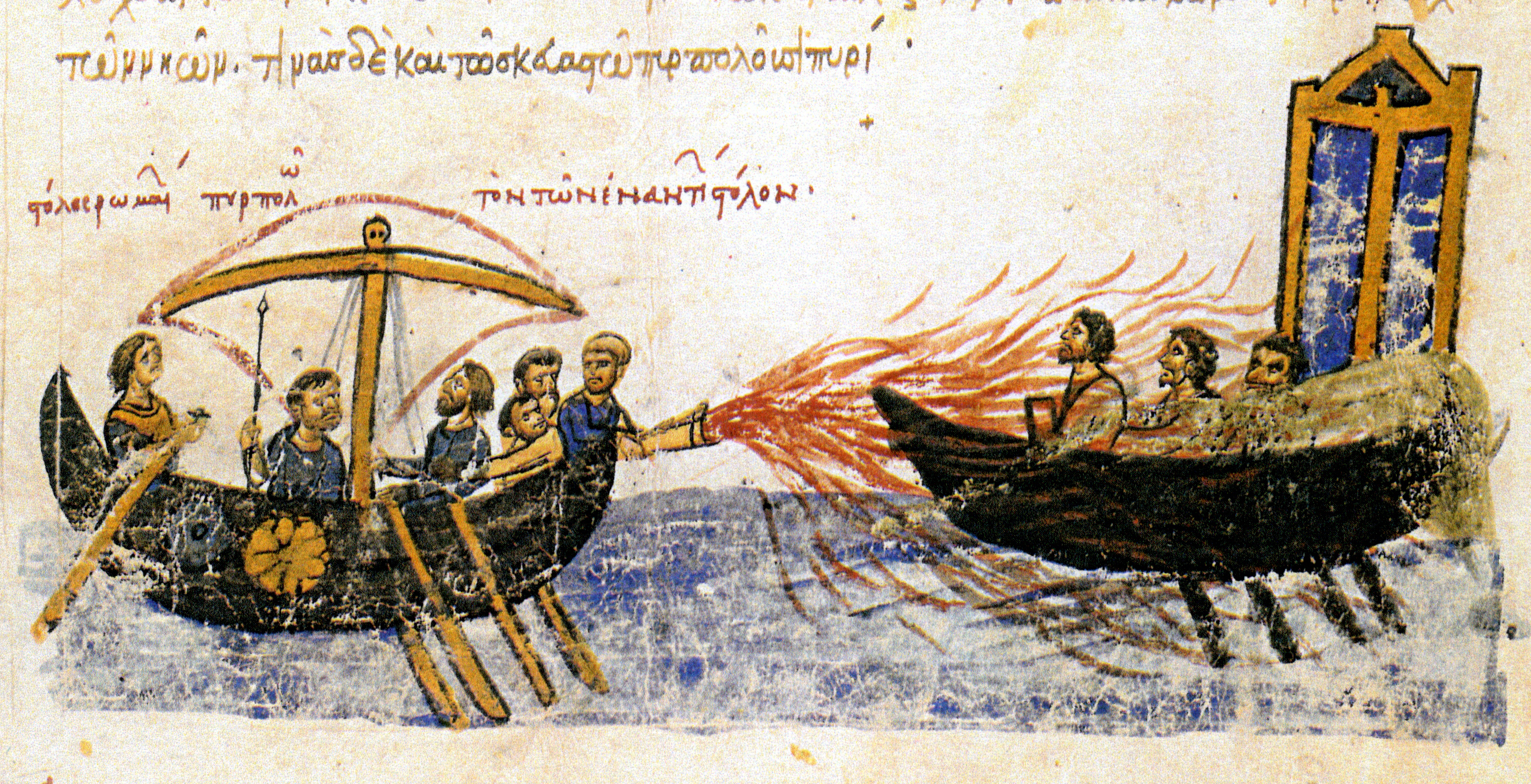
一艘拜占庭船艦正向斯拉夫人托馬斯的叛軍船隻發射希臘火

希臘火是拜占庭帝國所用的一種特殊燃烧弹武器。拜占庭人通常會在海战中使用它，由於希臘火甚至可以在水面上繼續燃燒，因此其在戰役中發揮的效果絕佳。它幫助拜占庭軍隊佔有一項技術上的優勢，並多次成為拜占庭帝國在軍事勝利上的關鍵，希臘火最為著名的是兩度將君士坦丁堡從阿拉伯人的圍困中拯救出來，進而確保帝國國祚的存續。不管如何，希臘火本身是在公元672年左右研發出來，編年史學家懺悔者狄奧法內斯將它的誕生歸功於加利尼科斯，他是一位來自當時已被穆斯林征服，前腓尼基行省赫里奧波利斯的建築師。不過也有人主張希臘火並非由單獨一人所發明，而是「君士坦丁堡的化學家們繼承了亞歷山大學派的化學發現而研製出來的……」。
手榴弹最早出現在拜占庭帝國，當時的人們使用陶罐製作成簡易的燃燒彈，罐子裡裝有玻璃或釘子，並在戰場上使用。

## 拜占庭和伊斯蘭科學
在中世紀時期，拜占庭與伊斯蘭科學之間進行了各項知識論著的交流。由於拜占庭帝國在中世紀初期是該地區最主要的科學研究中心，因此帝國最初向中世紀的伊斯蘭世界提供用古希臘語以及中古希腊语寫成的天文學、數學和哲學等著作，並將其翻譯成阿拉伯语。後來，隨著哈里發國與其他中世紀伊斯蘭文化逐漸成為主要的科學知識中心，拜占庭的科學家像是格里高利·喬尼亞德斯，在參觀過著名的馬拉蓋天文台後將伊斯蘭天文學、數學與科學等論著翻譯成中古希臘語引進拜占庭帝國，其中包括阿布·馬沙爾、伊本·尤努斯、哈茲尼（他擁有拜占庭希臘裔的血統，卻在波斯文化的熏陶下長大）、花拉子米 、纳西尔丁·图西（如《伊兒汗天文表》以及其他歷表專著）等學者的作品。
也有部分拜占庭科學家使用阿拉伯語的音譯來描述某些科學概念，而非使用具有相同意涵的古希臘術語（像是使用阿拉伯語的「talei」來替代古希臘語的「天宫图」一詞）因此，拜占庭科學不僅在向西歐和伊斯蘭世界傳播古希臘知識方面擔任關鍵性的角色，同時也在將阿拉伯知識傳往西歐地區時發揮了重要作用。一些歷史學家曾懷疑尼古拉·哥白尼或其他歐洲科學家曾接觸過阿拉伯的天文學文獻，進而促進雙本輪概念的傳播。像是由納西爾丁·圖西提出的雙本輪天文模型，後來即出現在尼古拉·哥白尼的作品中。拜占庭科學家也通過部分阿拉伯著作中的引文來熟悉萨珊王朝和印度的天文學。

## 人文主義與文藝復興

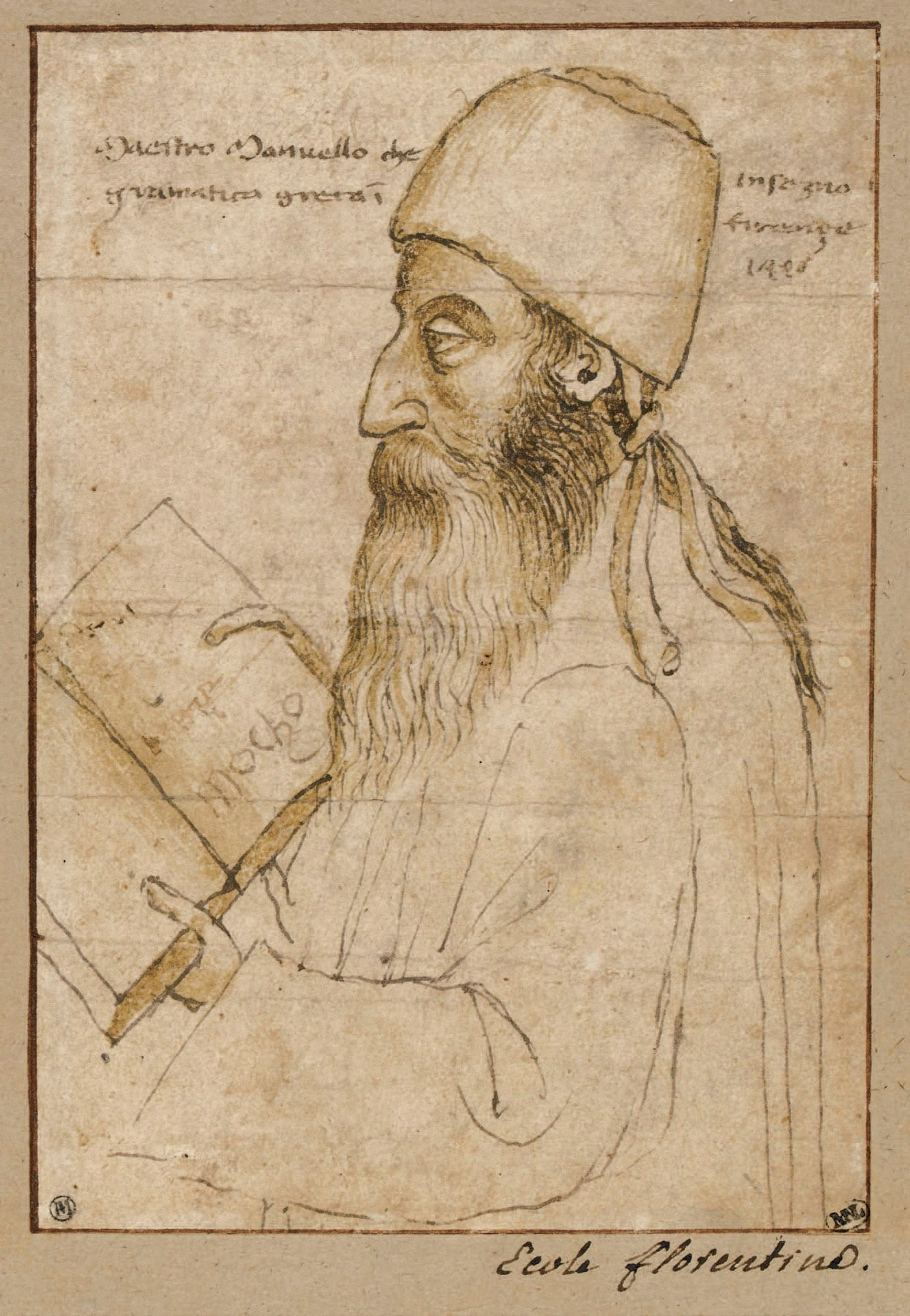
拜占庭晚期的學者赫里索洛拉斯將大量以古希臘語寫成的著作翻譯成拉丁文，促進了西方世界對希臘古典文學的研究。

在公元12世紀，拜占庭人出於對古典學家的興趣創造了他們早期的文藝復興人文主義典範作為文藝復興的一種形式。在過去的幾個世紀中（公元9至12世紀），人文主義以及向古典學習的熱忱在馬其頓復興時期明顯蔚為盛行，並且一直持續發展到現今所見公元12世紀科穆寧王朝統治下的中興年代。帖撒羅尼迦的歐斯塔修斯創作的作品為拜占庭人文主義最鮮明特色的展現。在公元13和14世紀，拜占庭帝國進入了一段極為活躍的創作時期，拜占庭的人文主義創作在此時達到巔峰，並表現出與同時代意大利人文主義驚人的相似性。拜占庭的人文主義者相信古典文明及科學的生命力，支持者們全心全力投入到科學的研究中。
儘管在最後的兩個世紀裡，拜占庭帝國在政治和軍事上持續衰弱，不過帝國仍見證了科學和文學的繁榮發展，這段期間通常被描述為「巴列奧略」或是「拜占庭最後的文藝復興」，這時代最傑出的代表人物有：馬克西姆斯·普拉努得斯、曼努埃爾·莫斯科波洛斯、季米特里奧斯·特里克利尼烏斯以及托馬斯·馬吉斯特。特拉布宗學院深受波斯科學的影響，成為研究天文學和其他数学科學的著名中心，而幾乎所有的學者皆對醫學感興趣。在帝國的最後一個世紀，拜占庭語法學家主要負責將古希臘語法和文學研究帶到文藝復興早期的意大利，其中學者赫里索洛拉斯就曾參與過從未真正實現的教會聯合。